# Delaware State Route 8
Die Delaware State Route 8 (kurz DE 8) ist eine in Nord-Süd-Richtung verlaufende State Route im US-Bundesstaat Delaware.

## Verlauf
Die State Route beginnt an der Maryland State Route 454 in Marydel, verläuft dann in östlicher Richtung und trifft in Pearsons Corner auf die Delaware State Route 44. Im Westen der Hauptstadt Dover trifft sie zunächst auf die State Route 15 und im Zentrum anschließend auf den U.S. Highway 13. Mit der Anschlussstelle zur Delaware State Route 1 verlässt die DE 8 das Stadtgebiet von Dover und endet nach 27 Kilometern nördlich von Little Creek an der Delaware State Route 9.